# 陳昌積
陳昌積（1501年—？），字子發，號兩湖，江西吉安府泰和縣人，軍籍，明朝政治人物，嘉靖壬午解元，戊戌進士。

## 生平
嘉靖元年（1522年）壬午科江西鄉試第一名舉人。嘉靖十七年（1538年）戊戌科進士。授礼部主事，直内阁，诰敕房办事，嘉靖二十一年（1542年）九月累官尚宝司司丞兼翰林院五经博士，照旧办事。二十四年三月考察以老疾致仕。有文名，著有《两湖集》二十四卷。

## 家族
曾祖陳正大；祖父陳必訓；父陳主德。母羅氏。永感下。兄陈德鸣，按察司佥事；陈德文，嘉靖四年乙酉举人、贡士、官员外郎；陈昌默；陈昌鈞。從弟陈昌福，嘉靖己丑進士，知县。